# Swammerdamella obtusa
Swammerdamella obtusa är en tvåvingeart som beskrevs av Cook 1956. Swammerdamella obtusa ingår i släktet Swammerdamella och familjen dyngmyggor. Inga underarter finns listade i Catalogue of Life.